# Myurium warburgii
Myurium warburgii är en bladmossart som beskrevs av Fleischer 1906. Myurium warburgii ingår i släktet Myurium och familjen Myuriaceae. Inga underarter finns listade i Catalogue of Life.